# Ключи (Сысертский муниципальный округ)
Ключи — деревня в Сысертском районе Свердловской области России. Входит в Сысертский муниципальный округ. Ранее была центром Ключевского сельсовета Сысертского района.

## Население
| 2002 | 2010 | 2021 |
| ---- | ---- | ---- |
| 329  | ↘327 | ↗408 |

## География
Деревня Ключи расположена в лесостепной местности по обоим берегам реки Ключик, при впадении её в реку Исеть по левому берегу. Деревня находится в 34 километрах к юго-востоку от Екатеринбурга, к юго-востоку от города Арамили и в 21 километрах к северо-востоку от города Сысерти. Вблизи деревни находятся два больших посёлка: Двуреченск и Бобровский. В настоящее время Ключи застраиваются коттеджами и дачами.

## Инфраструктура
В деревне Ключи действует православный храм Спаса Преображения, работают сельский клуб, фельдшерский пункт и магазин, а также есть производственный кооператив — СПК «Ключи».
До деревни можно добраться из Екатеринбурга и Сысерти на автобусе.